# Степина (Свердловская область)
Степина — деревня  в Байкаловском районе Свердловской области. Входит в состав Баженовского сельского поселения. Управляется Баженовским сельским советом.

## География
Населённый пункт расположен на левом берегу реки Иленка в 19 километрах на северо-восток от районного центра — села Байкалово.

### Часовой пояс
Степина, как и вся Свердловская область, находится в часовой зоне МСК+2. Смещение применяемого времени относительно UTC составляет +5:00.

## Население
| 2002 | 2010 | 2021 |
| ---- | ---- | ---- |
| 143  | ↘113 | ↘87  |

## Инфраструктура
Деревня разделена на одну улицу (Первомайская) и два переулка (Малышева, Южный).